# Логополис
Логополис (англ. Logopolis) — седьмая и последняя серия восемнадцатого сезона британского научно-фантастического телесериала «Доктор Кто», состоящая из четырёх эпизодов, которые были показаны в период с 28 февраля по 21 марта 1981 года.

## Сюжет
В ТАРДИС Четвёртого Доктора раздаётся звук монастырского колокола, что означает опасность, но Доктор решает держаться подальше от неприятностей и материализует обычную полицейскую будку внутри своей ТАРДИС, чтобы измерить её размеры и отдать наметки на планету математиков — Логополис для того, чтобы они по этим измерениям дали внешней ТАРДИС правильный размер. Впоследствии Доктор обнаруживает, что будка, стоящая в его машине времени — ТАРДИС Мастера. Заходя в неё, Доктор и Адрик попадают во временную петлю, в то время, как Мастер выходит в ТАРДИС Доктора.
В то же время у проезжающей мимо машины Тиган Джованки с её тетей Ванессой спускает колесо, и они решают позвонить мастеру через будку, что рядом (ТАРДИС Доктора). Тиган заходит внутрь и теряется в коридорах. За ней идет тетя Ванесса, которая встречает там Мастера и тот убивает её с помощью функции его отвёртки, Сжатия Материи. Доктору и Адрику удается выйти из ловушки Мастера, и они встречают Тиган, требующую объяснений по поводу того, как она тут оказалась и как ей выйти. Когда Адрик ей всё разъясняет, они приземляются на Логополисе. Доктор говорит, что прежде, чем тот вернёт Тиган обратно, они сначала решат проблему с его кораблём. На Логополисе они встречаются с Наставником, управляющим учёными планеты, которые способны создавать твёрдые объекты с помощью простой математики. Они накладывают на ТАРДИС требуемую размерность, а Доктор встречает на Логополисе Ниссу, дочь повелителя Тракена. Она говорит, что ищет своего отца и Мастера, ещё не зная, что Мастер использовал тело её отца, чтобы регенерировать. Также он видит на Логополисе «Наблюдателя» и понимает, что это его последнее путешествие. В то же время Нисса встречает Мастера, но принимает его за отца. Он велит ей никому пока не рассказывать о нём, а также даёт ей браслет. Когда все встречаются у Наставника в Центральном Регистре, Нисса перестаёт себя контролировать: с помощью браслета ей управляет Мастер. Доктору приходится рассказать всю правду о её отце, а Мастер вынуждает отдать контроль над Логополисом в свои руки. Он хочет захватить всю вселенную, с помощью Логополиса контролируя все причинно-следственные связи. Доктор просит его остановиться, но тот не слушает и вызывает энтропию. Доктору приходится объединить свои усилия с Мастером, чтобы спасти Логополис и всю вселенную.
Наставник и все учёные погибают. Вместе Доктор и Мастер открывают дыру в другую вселенную, перенаправляя энтропию в неё. Они прибывают на Землю, но Мастер с помощью телескопа опять пытается захватить вселенную. Доктор его останавливает, но срывается с телескопа, и, когда все собираются вокруг него, к нему подходит Наблюдатель, который оказывается душой Пятого Доктора, они сливаются, и Доктор регенерирует.

## Производство
| Эпизод            | Дата показа     | Продолжительность | Телезрители (в миллионах) |
| ----------------- | --------------- | ----------------- | ------------------------- |
| «Часть 1»         | 28 февраля 1981 | 24:32             | 7.1                       |
| «Часть 2»         | 7 марта 1981    | 24:03             | 7.7                       |
| «Часть 3»         | 14 марта 1981   | 24:32             | 5.8                       |
| «Часть 4»         | 21 марта 1981   | 25:10             | 6.1                       |
| [ 1 ] [ 2 ] [ 3 ] |                 |                   |                           |

## Интересные факты
- Это последняя серия для Тома Бейкера в роли Четвёртого Доктора. В конце серии он регенерирует в Пятого в исполнении Питера Дэвисона.
- В серии впервые в качестве компаньонки появляется Нисса в исполнении Сары Саттон. Также в серии впервые появляется компаньонка Тиган Джованка в исполнении Джанет Филдинг.
- Хотя серия не входит в трилогию E-пространства («Полный круг», «Состояние упадка» и «Врата воинов»), она, как и предыдущая, «Хранитель Тракена», продолжает тему энтропии. Иногда она вместе с ней и серией «Кастровальва» выделяется в трилогию о возвращении Мастера.

## Книга
Кристофер Х. Бидмид написал книгу по этой серии, которая была опубликована в 1982 году. Это была 41 книга про Доктора Кто. Также ВВС выпустила аудиокнигу «Доктор Кто. Логополис» в 2010 году.